# Cephalotomandra
Cephalotomandra es un género de plantas herbáceas caducas o perennes de la familia Nyctaginaceae. Comprende 2 especies descritas y 2 aceptadas.

## Descripción
Son árboles dioicos con las hojas opuestas. Las inflorescencias terminales, thyrsiformes corimbosas. Flores pequeñas, con 1-3 bractéolas diminutas. Flores estaminadas ampliamente campanuladas; estambres 25-30, desiguales. Flores pistiladas desconocidas. Antocarpos leñosos, sin glándulas,  el limbo del perianto persistente.

## Taxonomía
El género fue descrito por H.Karst. & Triana  y publicado en Nuev. Jen. Esp. Fl. Neogranad. 23. 1854.

## Especies aceptadas
A continuación se brinda un listado de las especies del género Cephalotomandra aceptadas hasta octubre de 2014, ordenadas alfabéticamente. Para cada una se indica el nombre binomial seguido del autor, abreviado según las convenciones y usos.	
- Cephalotomandra fragrans H.Karst. & Triana
- Cephalotomandra panamensis Standl.